# سريغس
سَريغِس، وتُعرف أيضًا بالسراج أو دريكيش، ويُطلق عليها بالسريانية اسم "ساروغو" والذي يعني "سراج سروغو" أو "بصيص النور"، ويُشير الاسم في معناه إلى الضوء أو النور.
تقع القرية في منطقة جرد دريكيش ضمن محافظة طرطوس في الجمهورية العربية السورية، على بُعد نحو 11 كيلومترًا شرق مدينة الدريكيش، وتبعد مسافة 26 كيلومترًا عن مدينة صافيتا، ونحو 40 كيلومترًا عن مدينة طرطوس. تتميز القرية بجمال طبيعتها وتضاريسها الخلابة.
يحدّها من الشرق قرية بستان الصوج، ومن الغرب قرية حاموش رسلان، ومن الجنوب قرية المراج، ومن الشمال نهر سريغس، وهو أحد فروع نهر قيس. يتدرج ارتفاع القرية عن سطح البحر من 450 مترًا إلى 752 مترًا عند أعلى نقطة في القمة.
ترتبط سريغس بشبكة طرق جيدة، إذ تصلها طرق بحالة فنية ممتازة بمدينة الدريكيش وطرطوس، بالإضافة إلى طرق تربطها بمصياف وحماة، كما تتصل بطرق جيدة مع القرى المجاورة.

## المناخ
يعتبر مناخ سريغس كمناخ جميع المناطق المرتفعة في الساحل السوري، فالشتاء بارد ماطر واحيانا مثلج والصيف معتدل.
| البيانات المناخية لـسريغس         | البيانات المناخية لـسريغس | البيانات المناخية لـسريغس | البيانات المناخية لـسريغس | البيانات المناخية لـسريغس | البيانات المناخية لـسريغس | البيانات المناخية لـسريغس | البيانات المناخية لـسريغس | البيانات المناخية لـسريغس | البيانات المناخية لـسريغس | البيانات المناخية لـسريغس | البيانات المناخية لـسريغس | البيانات المناخية لـسريغس | البيانات المناخية لـسريغس |
| الشهر                             | يناير                     | فبراير                    | مارس                      | أبريل                     | مايو                      | يونيو                     | يوليو                     | أغسطس                     | سبتمبر                    | أكتوبر                    | نوفمبر                    | ديسمبر                    | المعدل السنوي             |
| --------------------------------- | ------------------------- | ------------------------- | ------------------------- | ------------------------- | ------------------------- | ------------------------- | ------------------------- | ------------------------- | ------------------------- | ------------------------- | ------------------------- | ------------------------- | ------------------------- |
| متوسط درجة الحرارة الكبرى °م (°ف) | 12 (54)                   | 13 (55)                   | 15 (59)                   | 16 (61)                   | 21 (70)                   | 26 (79)                   | 30 (86)                   | 30 (86)                   | 26 (79)                   | 24 (75)                   | 22 (72)                   | 15 (59)                   | 21 (70)                   |
| متوسط درجة الحرارة الصغرى °م (°ف) | 5 (41)                    | 8 (46)                    | 10 (50)                   | 12 (54)                   | 15 (59)                   | 18 (64)                   | 20 (68)                   | 19 (66)                   | 16 (61)                   | 13 (55)                   | 8 (46)                    | 4 (39)                    | 12 (54)                   |
| الهطول مم (إنش)                   | 297 (11.7)                | 226 (8.9)                 | 195 (7.7)                 | 51 (2.0)                  | 19 (0.7)                  | 6 (0.2)                   | 0 (0)                     | 21 (0.8)                  | 6 (0.2)                   | 36 (1.4)                  | 117 (4.6)                 | 215 (8.5)                 | 1٬189 (46.7)              |
| متوسط الأيام الممطرة              | 19                        | 17                        | 14                        | 9                         | 5                         | 1                         | 0                         | 1                         | 2                         | 6                         | 9                         | 13                        | 96                        |
| المصدر: Chinci World Atlas        |                           |                           |                           |                           |                           |                           |                           |                           |                           |                           |                           |                           |                           |

## التضاريس والحياة البرية
تبدأ القرية شمالا من واد سحيق مكسو بالاشجار على جدار جرف صخري تكون منذ ملايين السنين نتيجة مرور نهر جليدي ضخم في تلك المنطقة لا تزال آثاره مائلة للعيان تجسد قوة الطبيعة التي استطاعت بالجليد والمياه أن تحفر هذا الوادي العظيم كما نلاحظ صخور عالية جدا اهمها عش الرخمة والقاموعين الشرقي والغربي كما نشاهد ينابيع قليلة الغزارة تدعى عيون كعين الضيعة وعين ونوس وعين المعركش وعين الحلوة نلاحظ الصخور الكلسية مسيطرة حتى ارتفاع 600 متر ثم تبدأ طبقة بازلتية بالوضوح وهي نتاج براكين قديمة خامدة وتتدرج بالارتفاع حتى قمة الرويسة حيث الاطلالة الرائعة بجميع الاتجاهات من جبال القدموس شمالا حتى جبال لبنان جنوبا كما يمكن مشاهدة البحر المتوسط من هذه القمة اما الاطلالة الغربية للقرية فهي على بحيرة سد الدريكيش . تتساقط الثلوج شتاءً ومعدل الهطل المطري السنوي 1450مم و تتميز بتوافر الغطاء النباتي وتنوعه حيث نجد بقايا الغابة القديمة البلوط والسنديان والبطم يوجد بها حيوانات برية مثل الثعلب والسنجاب والخنزير البري والضبع والذئب والخلد والغرير.

اشجار البلوط العذري من اشجار الغابة القديمة

## التعليم
وتعتبر هذه القرية من القرى المتقدمة تعليميا حيث يقارب عدد الجامعيين من المئة وهو عدد مرتفع بالنسبة لتعداد سكان القرية المقارب عددهم 1000 نسمة، وخاصة من دارسي اللغات، ولا سيما اللغة الفرنسية والإنكليزية والعربية  وفروع الهندسة متعددة التخصصات والطب البشري وطب الأسنان والصيدلة و تخصصات علمية مختلفة.

## النشاط السكاني
كثير من أبناء سريغس يعتمدون في دخولهم على وظائف القطاع الحكومي كما تنشط المهن والحرف المتعلقة بالبناء والإكساء وكذلك التجارة وهناك التحويلات من العاملين خارج البلد(لبنان وليبيا و دول الخليج العربي) انخفضت هذه التحويلات كثيراً بعد الأزمة في ليبيا 2011 و من ثم العقوبات الدولية على سوريا، إلا أن الزراعة وتربية الحيوان لازالت أهم الدخول في سريغس.
وتشتهر القرية بزراعة الزيتون والتفاح والجوز والرمان والمشمش والعنب والخوخ والكرز والتوت والبندورة الجردية والحمص والورد ضمن بيوت زجاجية و البطاطا والتين وعسل النحل وتربية الابقار.
تمتاز قرية سريغس بطبيعتها الجميلة وبطيبة أهلها شأنها شأن الكثير من قرى الساحل السوري ،فيها العديد من المراكز والمشاريع الخدمية شبكات ماء وكهرباء و هاتف ومحال تجارية وخاصه محلات بيع الفواكه محلية الإنتاج ويوجد فيها مدرسة ابتدائية.

tomatto

apple tree

اشجار الزيتون من اشجار البحر المتوسط